# Bande Bommenahalli, Holalkere
Bande Bommenahalli là một làng thuộc tehsil Holalkere, huyện Chitradurga, bang Karnataka, Ấn Độ.